# Польська Екстраліга з хокею 2004—2005
Чемпіонат Польщі з хокею 2005 — 70-ий чемпіонат Польщі з хокею, чемпіоном став клуб ГКС Тихи.

## Попередній раунд
| М  | Команда               | І  | В  | ВО | Н | ПО | П  | Ш       | О  |
| -- | --------------------- | -- | -- | -- | - | -- | -- | ------- | -- |
| 1. | Унія (Освенцім)       | 35 | 23 | 1  | 6 | 0  | 5  | 158:68  | 77 |
| 2. | ГКС Тихи              | 35 | 20 | 0  | 7 | 0  | 8  | 154:87  | 67 |
| 3. | ТКХ «Торунь»          | 35 | 19 | 2  | 6 | 0  | 8  | 140:70  | 66 |
| 4. | Подгале (Новий Тарг)  | 35 | 19 | 0  | 5 | 1  | 11 | 135:95  | 63 |
| 5. | Краковія Краків       | 35 | 19 | 1  | 2 | 1  | 12 | 126:100 | 62 |
| 6. | Сточньовець (Гданськ) | 35 | 16 | 0  | 3 | 2  | 14 | 137:110 | 51 |
| 7. | КХ Сянок              | 35 | 3  | 0  | 1 | 0  | 31 | 66:238  | 10 |
| 8. | ГКС Катовіце          | 35 | 2  | 0  | 2 | 0  | 31 | 54:202  | 8  |

Скорочення: М = підсумкове місце, І = ігри, В = перемоги, ВО = перемоги в овертаймі, Н = перемога за неявку, ПО = поразки в овертаймі, П = поразки, Ш = закинуті та пропущені шайби, О = набрані очки

## Плей-оф

### Чвертьфінали
- Унія (Освенцім) — ГКС Катовіце 3:0 (10:1, 3:0, 9:1)
- ГКС Тихи — КХ Сянок 3:1 (6:1, 1:2, 5:1, 7:0)
- ТКХ «Торунь» — Сточньовець (Гданськ) 3:1 (4:3, 3:4, 3:0, 4:2)
- Подгале (Новий Тарг) — Краковія Краків 0:3 (0:2, 1:3, 2:3)

### Півфінали 1 - 4 місця
- Унія (Освенцім) — Краковія Краків 3:0 (4:2, 3:0, 5:4 ОТ)
- ГКС Тихи — ТКХ «Торунь» 3:1 (7:2, 1:2 ОТ, 6:3, 1:0)

### Півфінали 5 - 8 місця
- Сточньовець (Гданськ) — КХ Сянок 3:2 (3:1, 2:3, 1:2 ОТ, 4:3 ОТ, 4:2)
- Подгале (Новий Тарг) — ГКС Катовіце 3:0 (3:0, 4:1, 6:0)

### Фінал
- Унія (Освенцім) — ГКС Тихи 0:4 (2:3 Б, 2:5, 0:2, 2:3 Б)

### Матч за 3 місце
- ТКХ «Торунь» — Краковія Краків 0:3 (3:4 ОТ, 0:4, 2:3 ОТ)

### Матч за 5 місце
- Подгале (Новий Тарг) — Сточньовець (Гданськ) 2:1 (1:4, 3:0, 7:2)

### Матч за 7 місце
- КХ Сянок — ГКС Катовіце 3:2 (2:4, 2:3, 2:0, 4:2, 2:1 ОТ)

## Бомбардири
| Гравець         | Клуб                  | Г  | П  | О  |
| --------------- | --------------------- | -- | -- | -- |
| Зденек Юрасек   | Сточньовець (Гданськ) | 27 | 25 | 52 |
| Артур Слюсарчук | ГКС Тихи              | 22 | 27 | 49 |
| Карел Горни     | Краковія Краків       | 23 | 16 | 39 |
| Маріуш Пузіо    | Унія (Освенцім)       | 25 | 13 | 38 |

## І Ліга
| М  | Команда                  | І  | В  | ВО | Н | ПО | П  | Ш       | О  |
| -- | ------------------------ | -- | -- | -- | - | -- | -- | ------- | -- |
| 1. | Заглембє Сосновець       | 32 | 21 | 1  | 2 | 1  | 7  | 180:92  | 68 |
| 2. | КТХ Криниця              | 32 | 21 | 1  | 1 | 1  | 8  | 159:70  | 67 |
| 3. | Полонія Битом            | 32 | 21 | 0  | 1 | 0  | 10 | 121:83  | 64 |
| 4. | СМС (Сосновець)          | 32 | 19 | 1  | 2 | 1  | 9  | 127:85  | 62 |
| 5. | Унія (Освенцім) ІІ       | 32 | 15 | 2  | 1 | 1  | 13 | 134:110 | 51 |
| 6. | Напшуд Янув              | 32 | 14 | 1  | 3 | 0  | 14 | 112:102 | 47 |
| 7. | СМС (Сосновець) ІІ       | 32 | 10 | 0  | 1 | 2  | 19 | 120:124 | 33 |
| 8. | Сточньовець (Гданськ) ІІ | 32 | 7  | 0  | 2 | 0  | 23 | 100:203 | 23 |
| 9. | ТКХ «Торунь» ІІ          | 32 | 3  | 0  | 1 | 0  | 28 | 60:244  | 10 |

## Плей-оф (І Ліга)

### Півфінали (І Ліга)
- Заглембє Сосновець — Напшуд Янув 3:0 (5:2, 3:2, 4:1)
- Полонія Битом — КТХ Криниця 3:2 (2:3 Б, 4:0, 3:7, 5:2, 2:1)

### Матч за 3 місце (І Ліга)
- Напшуд Янув — КТХ Криниця 6:4 (2:1, 3:2, 1:1)

### Фінал (І Ліга)
- Заглембє Сосновець — Полонія Битом 3:2 (4:5 ОТ, 3:2 Б, 6:1, 4:5 ОТ, 2:0)